# Степное (Дагестан)
Степное — село на западе Кизлярского района Дагестана. Входит в состав сельского поселения «Сельсовет „Новокохановский“».

## География
Населённый пункт расположен у границы с Шелковским районом Чечни, в 24 км к западу от центра сельского поселения Новокохановское и в 30 км к северо-западу от города Кизляр.

## История
Село основано на базе отделения Кормосовхоза.

## Население
| 1970 | 1989 | 2002 | 2010 | 2021 |
| ---- | ---- | ---- | ---- | ---- |
| 552  | ↘524 | ↗551 | ↘494 | ↗549 |

Национальный состав
По данным Всероссийской переписи населения 2010 года:
| № | Национальность      | Численность, чел. | Доля   |
| - | ------------------- | ----------------- | ------ |
| 1 | ногайцы             | 119               | 24,1 % |
| 2 | русские             | 95                | 19,2 % |
| 3 | даргинцы            | 63                | 12,8 % |
| 4 | рутульцы            | 57                | 11,5 % |
| 5 | азербайджанцы       | 40                | 8,1 %  |
| 6 | цахуры              | 40                | 8,1 %  |
| 7 | лакцы               | 29                | 5,9 %  |
| 8 | другие / не указано | 51                | 10,3 % |

По данным Всероссийской переписи населения 2010 года, в селе проживало 494 человека (244 мужчины и 250 женщин).